# Milešov (zámek)
Zámek Milešov stojí na místě hradu ze 14. století, přestavěného na renesanční a později na barokní zámek na skalnatém kopci v Milešově u Velemína v okrese Litoměřice v Ústeckém kraji. Nedaleko odtud, směrem na sever, se vypíná nejvyšší hora Českého středohoří Milešovka. Zámek je chráněn jako kulturní památka.

## Historie
Stáří hradu, umístěného na jih od kopce Šibeník, nelze přesně určit. Vznikl v průběhu 14. století; prvním známým majitelem byl v roce 1391 Petrman z Milešova. Podoba hradu není známa. Vzhledem k dochovanému torzu válcového bergfritu, ukrytého mezi novějšími zámeckými stavbami, lze uvažovat o bergfritové dispozici sídla, podobně jako tomu bylo u nedalekého hradu Skalka. Do husitských válek patřil Milešov rytířské rodině s přídomkem „ze Sulevic”, což byli předkové Kaplířů ze Sulevic. Kaplířové získali Milešov a blízký Velemín někdy po roce 1420.

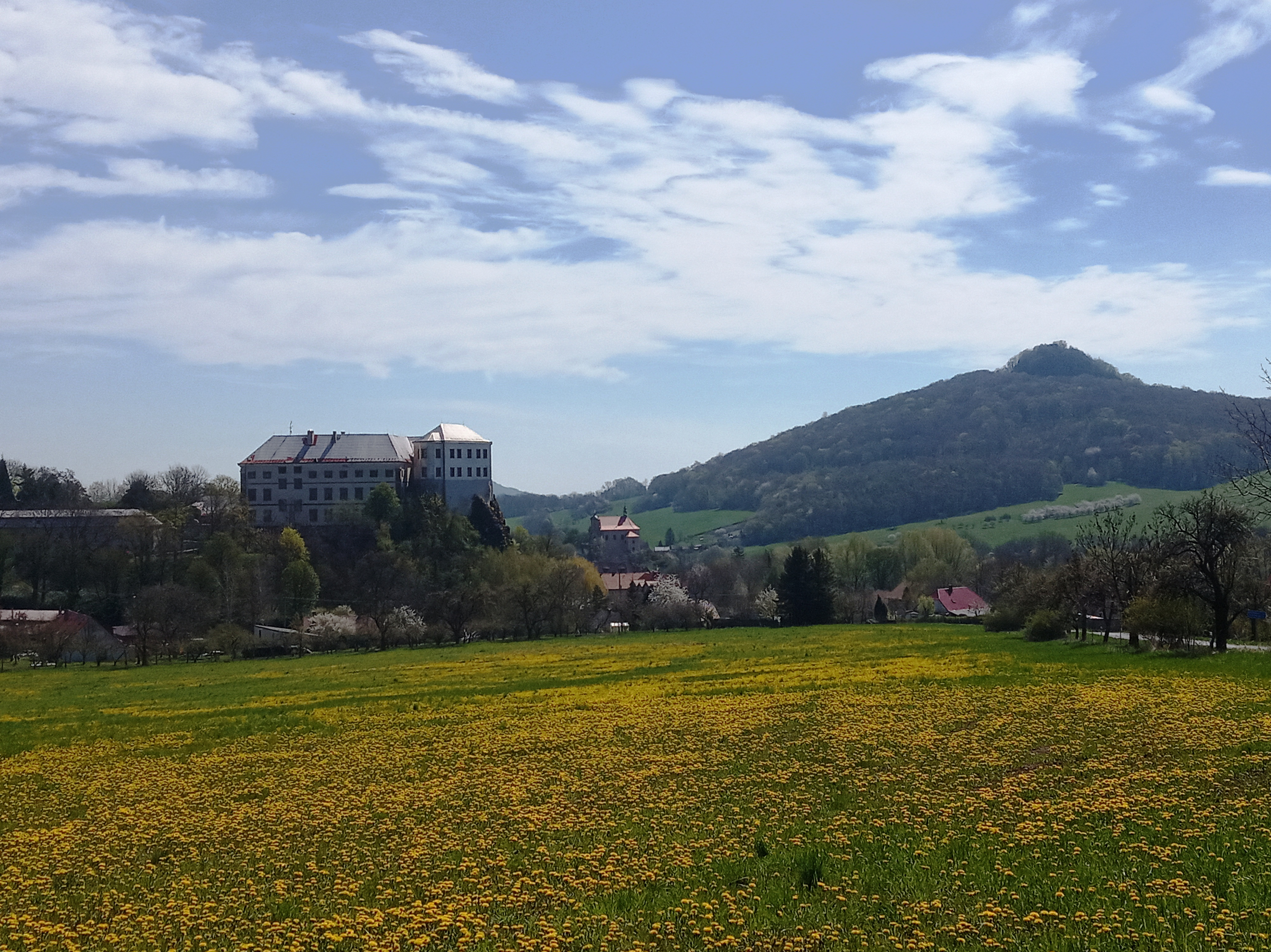
Zámek, v pozadí kostel a hrad Ostrý

 K přestavbě hradu na jednokřídlý renesanční zámek došlo nejspíš za Jiřího Kamarýta Kaplíře, který vlastnil Milešov v letech 1583–1603. Pavel Vlček se ovšem domnívá, že zámek postavil až Bohuslav Kaplíř po roce 1603. Protože třicetiletou válkou zámek značně utrpěl, provedl jeho tehdejší majitel, Karel Kaplíř, nejnutnější opravy. Snesl hradní věž do současné výšky a zámek zvýšil o jedno patro. Podle dendrochronologického rozboru dřeva použitého na krov se tak stalo v první polovině padesátých let 17. století.
Další stavební aktivity jsou spojené až se Zdeňkem Kašparem Kaplířem ze Sulevic. S pracemi se začalo v letech 1662–1663 a po přerušení roku 1669, zároveň se stavbou místního kostela. V roce 1675 vznesl stavebník na pražskou konzistoř žádost o povolení zřídit na zámku kapli.
Přesné určení roku dokončení stavby zámku vázne na absenci relevantních archivních pramenů. Různí autoři je kladou do intervalu 1667–1682. Horní časový mezník vychází z datace Schallerovy Topografie z roku 1787. Na jméně autora projektu závěrečné fáze zámku, Antonia della Porty, se autoři shodují. Existuje však pouze jediný písemný doklad o Portově činnosti na Milešově. Jedná se o Kaplířův pokyn vrchnostenské kanceláři z roku 1686, aby Portovi vyplatila dlužných 500 zlatých. Kombinací mnoha dalších faktorů včetně slohového rozboru stavby lze o Portově autorství hovořit prakticky s jistotou.
Zároveň s novostavbou zámku nechal Zdeněk Kašpar Kaplíř zřídit u zámku park. Není vyloučené, že navazoval na starší, renesanční zahradu. 

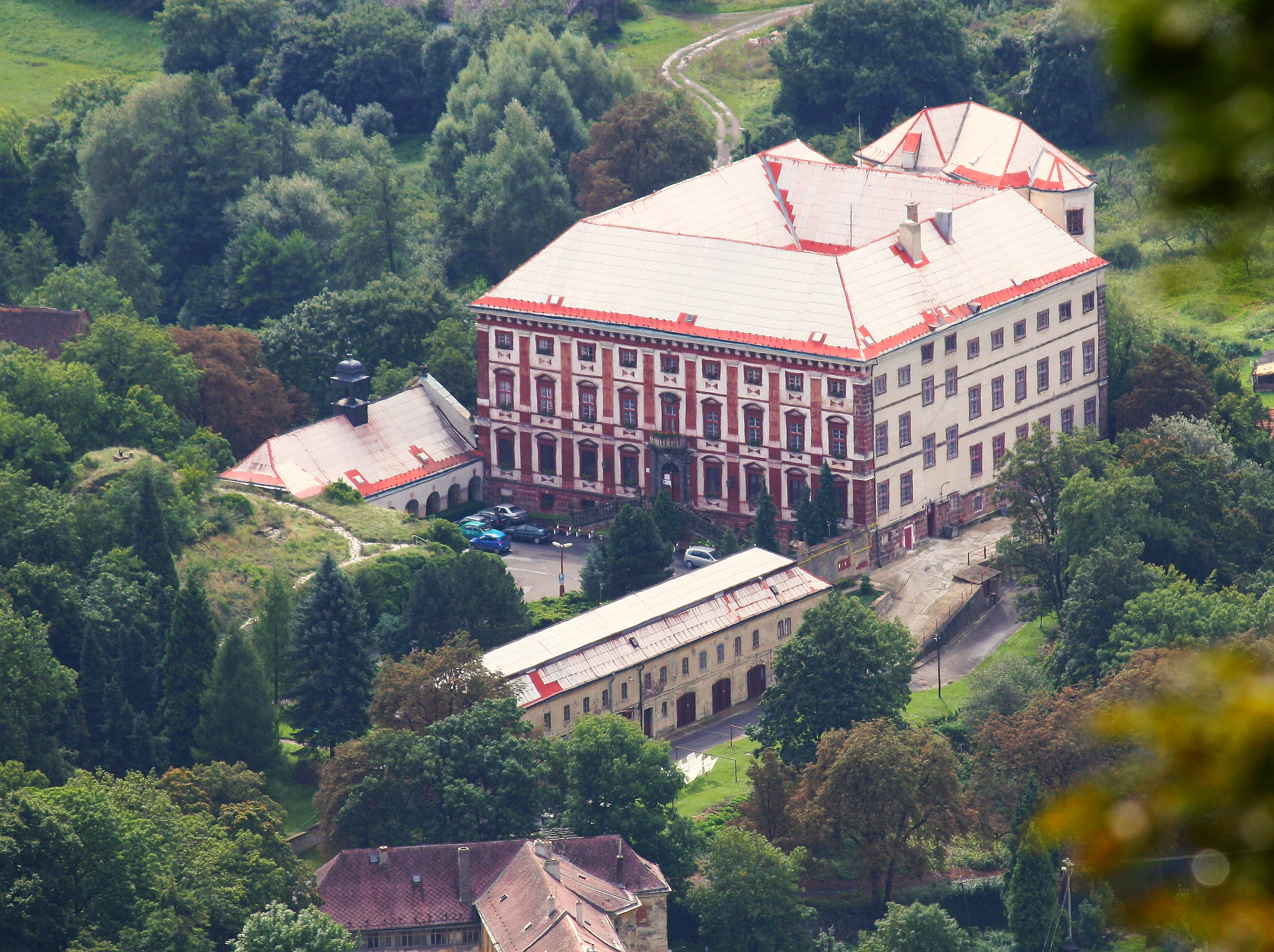
Barokní část zámku

Zámek sloužil jako domov důchodců, jehož provoz definitivně skončil na konci roku 2023, kvůli nevyhovujícím podmínkám pro provoz sociálního zařízení a zanedbanému stavu objektu. Jeho vlastník, Ústecký kraj, se rozhodl nabídnout zámek k prodeji prostřednictvím veřejné dražby.

## Stavební podoba
Zámek tvoří dvě komponenty. Tzv. Starý zámek je jednokřídlá patrová budova s valbovou střechou a pětibokým rizalitem. V přízemí budovy se nacházejí architektonické články, které mohou pocházet z původního hradu. Nový zámek je čtyřkřídlá budova. V přízemí jsou arkády, které obíhají dvůr po všech čtyřech stranách. v jedné z nich na pravé části je umístěna plastika Neptuna. Hlavní průčelí je obrácené směrem do parku a ke casinu. Je k němu vestavěné schodiště, které zpřístupňuje přízemí zámku. V některých sálech se dochovala štuková výzdoba. V zámku je rovněž kaple svatého Anděla Strážce z 1. poloviny 18. století.

## Gloriet

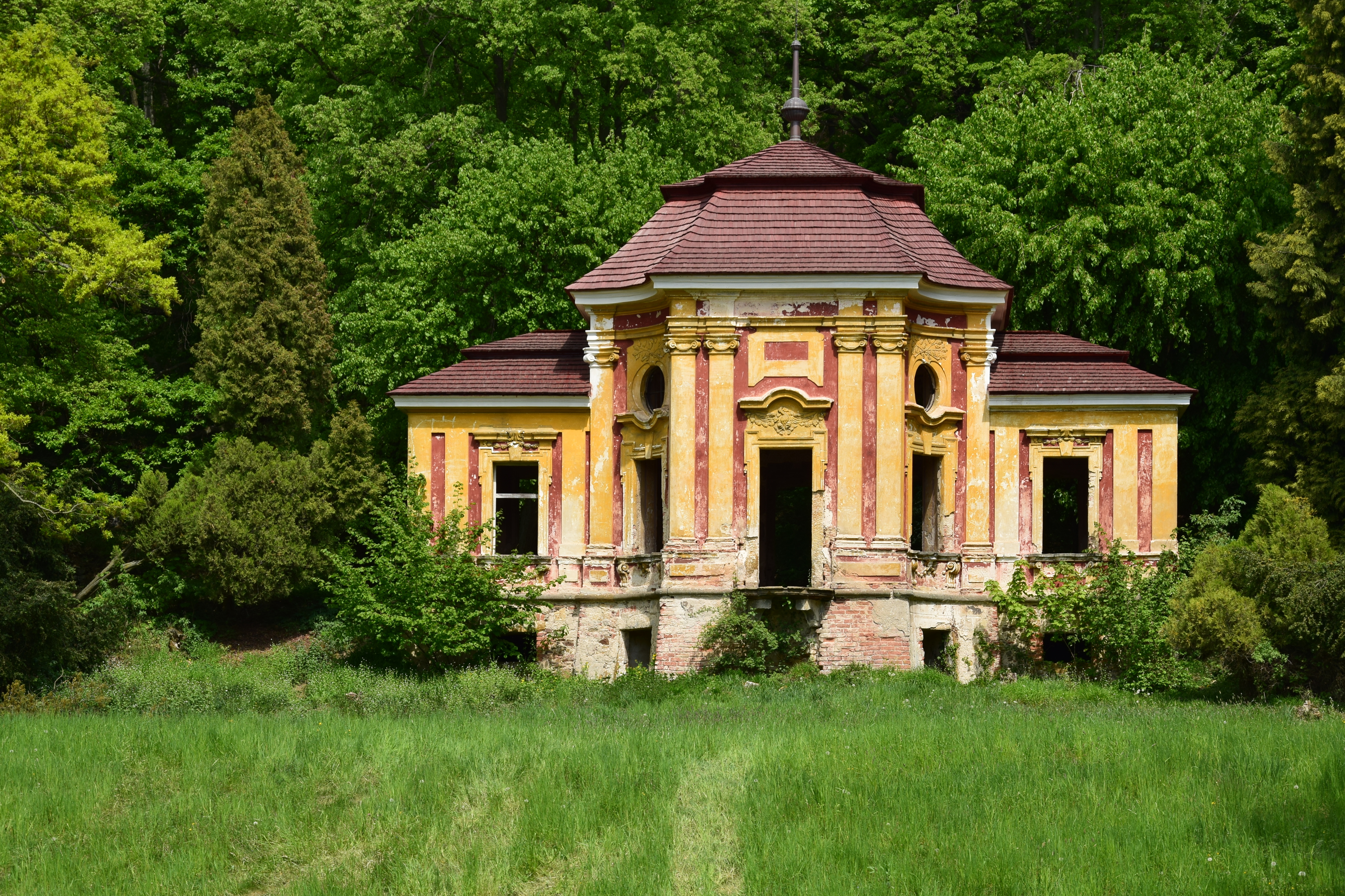
Barokní gloriet v zámecké zahradě

V letech 1701–1708 byl na vyvýšené terase v parku postaven objekt, v literatuře střídavě nazývaný jako zahradní pavilón, gloriet, zahradní letohrádek či casino. Současná umělecko-historická literatura používá poslední z názvů. Autor projektu není znám, Táňa Šimková a Jakub Pátek uvažují o Marku Antonínu Canevallem. Interiér casina je vyzdobený nástěnnými malbami, jejichž námětem je antická mytologie. Jejich autorem je litoměřický malíř Josef František Čech. Kromě slohové atribuce pro Čechovo autorství hovoří i monogram „I.C.” na malbě ve východním křídle casina. Stavba má zcela unikátní vazbu střešního krovu. Jiná taková se nachází pouze ve Francii. Centrální sál obvykle sloužil k hudebním produkcím, které se konaly, když panstvo pobívalo v zahradě, proto bývá označován také jako sala terrena. Postranní místnosti (retirády) sloužily ke konverzaci. Pod stavbou se nachází ještě sklepní prostory. Stavba je v havarijním stavu. Od roku 2012 o gloriet pečuje vedení obce Velemín. Střecha glorietu byla kompletně zrekonstruována v roce 2016, kdy byla vyměněna střešní krytina za jedlovou šindel. Zbytek stavby je silně poškozený a vzhledem k nedostatečnému zabezpečení podléhá vandalům i vlivům počasí.

## Galerie

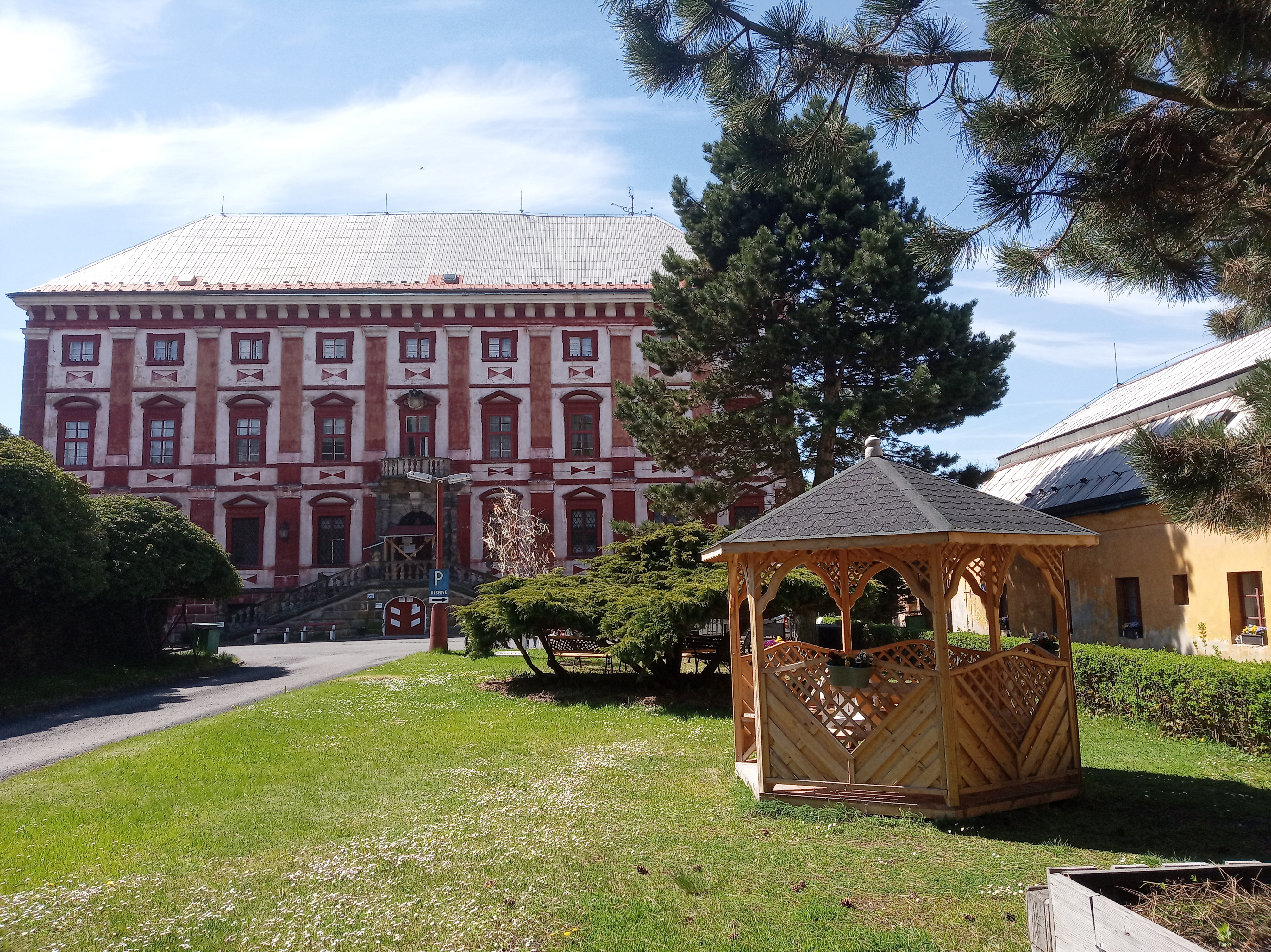
Průčelí zámku
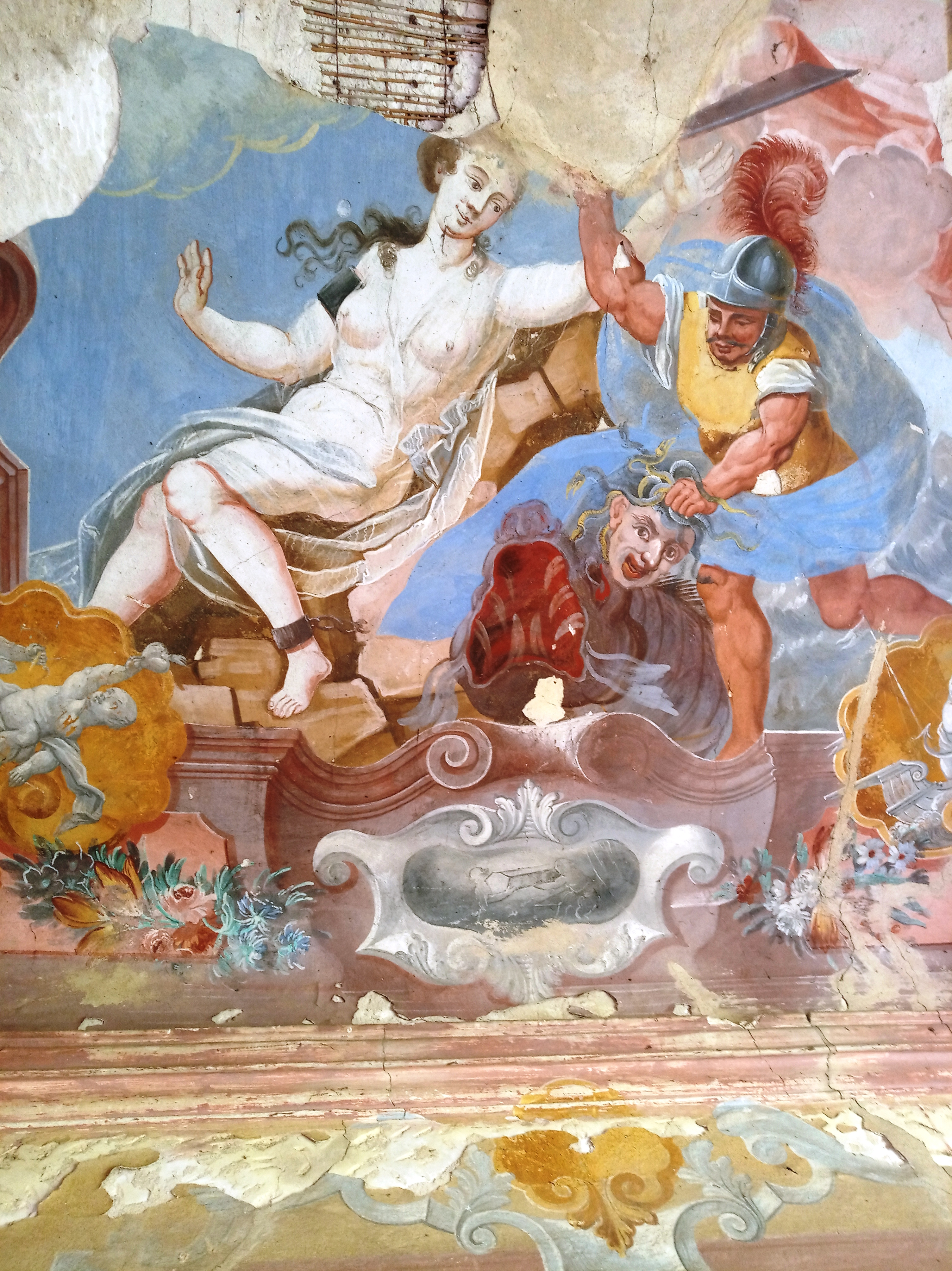
Detail nástěnné malby v letohrádku
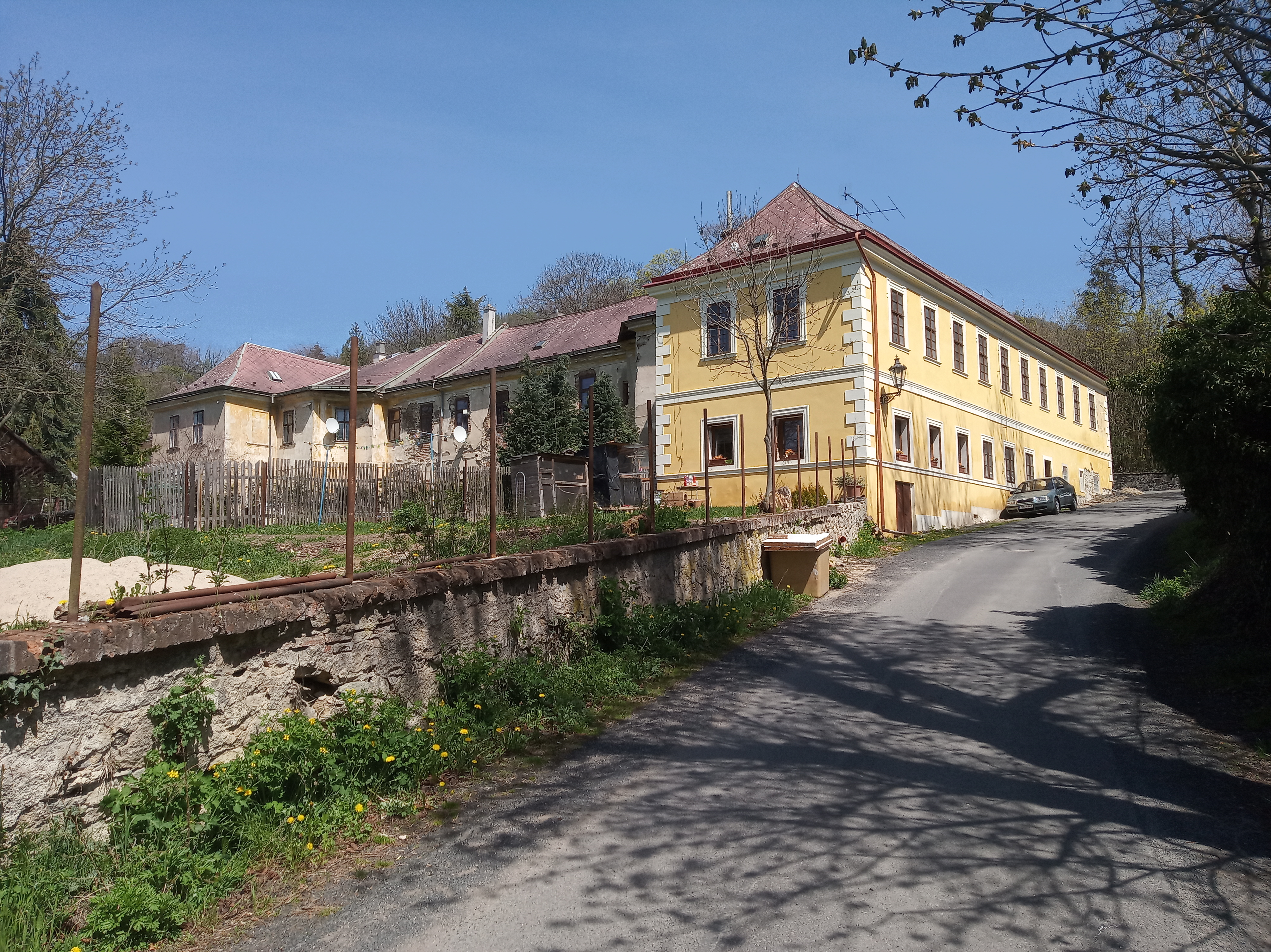
Bývalý vdovský zámek v sousedství hlavní rezidence